# Janusz Godlewski
Janusz Godlewski (ur. 29 sierpnia 1939 w Warszawie) – polski wokalista, gitarzysta i kompozytor. 

## Życiorys
W latach 1960–1962 był jednym z wokalistów grupy Czerwono-Czarni. Należał do pierwszego składu zespołu z którym wziął udział w jego oficjalnym debiucie w klubie studenckim „Żak” w Gdańsku, w dniu 23 lipca 1960 roku. Wraz z zespołem zarejestrował też 23 kwietnia 1961 pierwszą EP-kę, która była jednocześnie pierwszą polską płytą z rock and rollową muzyką zagraniczną.
W 1962 roku przeszedł do zespołu Luxemburg Combo. Później związany był jeszcze z zespołem Tajfuny z którym wystąpił w 1964 roku na II Krajowym Festiwalu Piosenki Polskiej w Opolu  oraz zespołem Chochoły.

## Wybrana dyskografia

### EP-ki
- Czerwono-Czarni; Pronit (N-0169) (1961)[4]
- Czerwono-Czarni; Twist Muza N0198 (1962)[5]
- Luxemburg Combo; Muza N0241 (1963)[6]
- Tajfuny; Repertuar II FPP w Opolu '64 Veriton V288 (1964)[7]